# Charline Van Snick
Charline Van Snick, née le 2 septembre 1990, est une judokate belge qui évolue dans la catégorie des moins de 52 kg (mi-légers), après avoir évolué en moins de 48 kg (super-légers) jusqu'en 2016.
Elle est membre du Judo Club Bushido de Saive dans la province de Liège.
Fin décembre 2018, Charline Van Snick et Sami Chouchi sont récompensés du Judogi d'Or saluant les meilleurs judokas francophones de la saison.
Charline Van Snick est d'ailleurs la judokate la plus médaillée de la Fédération Wallonie-Bruxelles, toutes catégories, hommes et femmes confondues.

## Biographie

### Premiers succès
Charline Van Snick suit des études en marketing à la Haute École de la Province de Liège. Elle pratique le judo depuis l’âge de 6 ans et concourt dès l'âge de 7 ans.
Après plusieurs podiums dans des compétitions internationales, elle obtient à 15 ans une neuvième place dans sa catégorie à son premier championnat d’Europe. Deux ans plus tard, elle remporte la médaille de bronze aux championnats d’Europe. En 2009, elle remporte un total de neuf médailles d’or dont le titre de championne d’Europe dans la catégorie junior et termine cinquième aux championnats du monde.
En janvier 2010, au tournoi de Sofia, Charline Van Snick remporte sa première médaille d’or en Coupe du Monde et en avril elle est troisième aux Championnats d'Europe à Vienne en s'inclinant d'un petit avantage contre la médaillée olympique en titre Dumitru Alina, et devient ainsi dix-neuvième mondiale. En octobre, elle remporte la médaille d'or à la World Cup de Birmingham puis la médaille d'or du Grand Prix de Rotterdam. Pour sa première année en sénior, à seulement 20 ans, elle arrive à se classer 9e au ranking mondial.

### Médaille olympique
Le samedi 28 juillet 2012, elle décroche une médaille de bronze en catégorie moins de 48 kg aux Jeux olympiques de Londres 2012. En phase qualificative, elle accède aux quarts de finale en s'imposant face à la Sud-coréenne Chung Jung-yeon sur ippon. En quart, elle bat la Hongroise Éva Csernoviczki également sur ippon. Elle perd ensuite la demi-finale sur yuko contre la future médaillée d'or Sarah Menezes. À l'issue du combat pour la médaille de bronze, elle s'impose face à l'Argentine Paula Pareto sur yuko au golden score. Elle offre ainsi à la Belgique la première médaille de ces olympiades 2012.
Aux Championnats du monde de judo 2013 à Rio de Janeiro, elle remporte la médaille de bronze en moins de 48 kg avec Ippon sur clé de bras, son spécial
.

### Suspension
Le 14 octobre 2013, Charline Van Snick est suspendue à la suite d'un contrôle positif à la cocaïne lors des Mondiaux de judo à Rio. Le 4 juillet 2014, le TAS annule sa suspension en estimant qu'elle aurait peut être été victime d'un acte de malveillance, mais faute de preuves la disculpant, annule tout de même ses résultats aux championnats du monde 2013,,.
À la suite de cette affaire et consciente du manque de soutien, elle prend alors la décision de quitter son environnement et de s'entraîner en France.

### Retour à la compétition
Elle fait son retour à la compétition lors du tournoi de Zagreb en septembre 2014, où elle remporte la médaille de bronze. Elle décroche une médaille d'or en Grand Prix le mois suivant.
En 2015, elle remporte la médaille d'or au Grand Prix de Düsseldorf puis celle de bronze à Bakou et l'argent à Paris. En juin, elle remporte sa première médaille d'or européenne aux Jeux européens.
En 2016, elle remporte une deuxième médaille d'or consécutive aux championnats d'Europe en avril à Kazan. Elle participe aux Jeux olympiques avec l'intention de ramener une médaille mais est éliminée en huitièmes de finale par la Brésilienne Sarah Menezes. Elle décide ensuite de monter de catégorie en mi-légers (-52 kg).
En l'espace d'un an après son passage en mi-légers, elle parvient à réintégrer le top 10 mondial dans cette nouvelle catégorie. Elle remporte le Grand Chelem à Abu Dhabi en octobre 2017, où elle a remporté tous ses combats par ippon.
Elle a continué à briller sur la scène internationale, décrochant de nombreuses médailles dans des compétitions majeures. Elle remporte en 2020 sa 6e médaille européenne avec la médaille de bronze aux Championnats d'Europe de judo 2020 à Prague.
Pour sa troisième et dernière participation aux Jeux Olympiques, elle termine 7ᵉ à Tokyo en 2021.
Ses classements au sein de la Fédération Internationale de Judo (IJF) témoignent de ses performances de haut niveau, avec un rang de 8ᵉ en 2017, suivi de classements solides aux années suivantes, notamment 4ᵉ en 2019. Elle se maintiendra dans le 10 mondial pendant 11 ans consécutifs avec 295 combats à son actif, se classant parmi les 32 meilleurs judokas et judokates du classement des médailles IJF World Tour toutes catégories confondues.

### Fin des compétitions
Après les Jeux Olympiques de Tokyo en 2021, Charline Van Snick a traversé une période particulièrement difficile, marquée par des épreuves personnelles. Elle a révélé souffrir d'un trouble du stress post-traumatique lié à des violences conjugales physiques, sexuelles et psychologiques. Elle s'éloigne des tatamis pendant plus d'un an, de juillet 2021 à décembre 2022.
En 2023, elle revient au judo, décrochant une 7ᵉ place au Grand Chelem de Paris.
Le 6 février 2024, Charline Van Snick annonce, au cours d'une conférence de presse à Liège, la fin de sa carrière sportive. Elle annonce qu'elle travaillera désormais avec l'ADEPS et effectuera des missions de promotion du sport.
Le 13 février 2024, elle annonce se présenter aux élections sur la liste écologiste fédérale en Province de Liège.

## Palmarès
|                         | Catégorie | 2007 | 2008 | 2009 | 2010 | 2011 | 2012 | 2013 | 2014 | 2015 | 2016 | 2017 | 2018 | 2019 | 2020 | 2021 | 2022 | 2023 |
| ----------------------- | --------- | ---- | ---- | ---- | ---- | ---- | ---- | ---- | ---- | ---- | ---- | ---- | ---- | ---- | ---- | ---- | ---- | ---- |
| Championnat de Belgique | -48 kg    | 2e   | 2e   | -    | -    | 1re  | -    | -    | -    | -    | -    | -    | -    | -    | x    | -    | -    |      |
| Championnats d'Europe   | -48 kg    | -    | -    | -    | 3e   | 17e  | 2e   | 2e   | -    | 1re  | 1re  |      |      |      |      |      |      |      |
| Championnats d'Europe   | -52 kg    |      |      |      |      |      |      |      |      |      |      | 17e  | 9e   | 9e   | 3e   | -    | -    |      |
| Masters                 | -48kg     | -    | -    | -    | -    | -    | 5e   | 5e   | -    | -    | -    |      |      |      |      |      |      |      |
| Masters                 | -52 kg    | -    | -    | -    | -    | -    | -    | -    | -    | -    | -    | 3e   | -    | -    | 5e   | -    | -    |      |
| Championnats du monde   | -48 kg    | -    | x    | -    | 33e  | 5e   | x    | 3e   | -    | 9e   | x    |      |      |      |      |      |      |      |
| Championnats du monde   | -52 kg    |      |      |      |      |      |      |      |      |      |      | 9e   | 5e   | 7e   | x    | 17e  | -    | 17e  |
| Jeux olympiques         | -48 kg    | x    | -    | x    | x    | x    | 3e   | x    | x    | x    | 9e   |      |      |      |      |      |      |      |
| Jeux olympiques         | -52 kg    |      |      |      |      |      |      |      |      |      |      | x    | x    | x    | x    | 7e   | x    | x    |

En poids super légers (-48 kg)
- Médaille d'or au Tournoi World Cup de Sofia 2010.
- Médaille de bronze aux Championnats d'Europe de judo 2010.
- Médaille d'or au Tournoi World Cup de Birmingham 2010.
- Médaille d'or au Tournoi Grand Prix de Rotterdam 2010.
- Médaille d'argent au Tournoi Grand Prix de Düsseldorf 2011.
- Médaille de bronze au Tournoi Grand Chelem de Rio de Janeiro en 2011.
- Médaille d'or au Tournoi World Cup de São Paulo 2011.
- Médaille d'or au Tournoi Grand Prix d'Amsterdam 2011.
- Médaille de bronze au Tournoi Grand Chelem de Tokyo en 2011.
- Médaille d'or au Tournoi Grand Prix de Qingdao 2011.
- Médaille d'or au Tournoi Grand Prix de Düsseldorf 2012.
- Médaille d'argent aux Championnats d'Europe 2012.
- Médaille de bronze au Tournoi Grand Chelem de Moscou 2012.
- Médaille de bronze aux Jeux olympiques 2012.
- Médaille d'or au Tournoi Grand Prix de Samsun 2013.
- Médaille d'argent aux Championnats d'Europe de judo 2013.
- Médaille de bronze aux Championnats du monde de judo 2013.
- Médaille de bronze au Tournoi Grand Prix de Zagreb 2014.
- Médaille d'or au Tournoi Grand Prix de Tachkent 2014.
- Médaille d'or au Tournoi Grand Prix de Düsseldorf 2015.
- Médaille de bronze au Tournoi Grand Chelem de Bakou 2015.
- Médaille d'or aux Championnats d'Europe de judo 2015.
- Médaille d'argent au Tournoi Grand Chelem de Paris 2015.
- Médaille d'or aux Championnats d'Europe de judo 2016.

En poids mi-légers (-52 kg)
- Médaille de bronze au Tournoi Grand Chelem de Bakou 2017.
- Médaille d'or au Tournoi World Cup de Casablanca 2017.
- Médaille de bronze au Tournoi Grand Prix de Tachkent 2017.
- Médaille d'or au Tournoi Grand Chelem d'Abu Dhabi 2017.
- Médaille de bronze au Tournoi Grand Prix de La Haye 2017.
- Médaille de bronze au Tournoi Grand Chelem de Düsseldorf 2018.
- Médaille de bronze au Tournoi Grand Prixde Zagreb 2018.
- Médaille d'argent au Tournoi Grand Prix de Budapest 2018.
- Médaille d'or au Tournoi Grand Prix de La Haye 2018.
- Médaille de bronze au Masters 2018.
- Médaille de bronze au Tournoi Grand Chelem d'Ekaterinbourg 2019.
- Médaille de bronze au Tournoi Grand Prix de Zagreb 2019.
- Médaille de bronze aux Championnats d'Europe de judo 2020.
- Médaille de bronze au Grand Slam d'Ekaterinbourg 2019.
- Médaille de bronze au Grand Prix de Zagreb 2019.
- 7e place aux Championnats du monde de Tokyo 2019.
- Médaille de bronze au Grand Prix de Tel Aviv 2020.
- 7e place aux Jeux Olympiques de Tokyo 2021.
- 5e place au Grand Slam de Tel Aviv 2021.
- 5e place au Masters à Doha 2021.
- 7e place au Grand Slam de Paris 2023.

## Valeurs et engagements

### Lutte contre les discriminations
Lancé en mars 2021, le mouvement #BalanceTonSport a été cofondé par Charline Van Snick, Lola Mansour et un collectif de sportives, professionnelles et amateures, dans le but de dénoncer les discriminations et violences sexistes dans le milieu sportif.
Le 8 mars 2021, à l’occasion de la Journée Internationale des Droits des Femmes, le collectif a pris la parole pour pointer du doigt les comportements sexistes banalisés et les abus extrêmes, comme les viols, que de trop nombreuses sportives subissent. Ce lancement a marqué un premier appel à l'action en vidéo, suivi de l’"Acte 2" en mai 2021, avec la publication d’une lettre ouverte co-signée par des sportives de haut niveau et des soutiens académiques et associatifs,.
Le collectif a également mis en lumière la sous-représentation des femmes dans les rôles de leadership et d'encadrement dans le sport, et questionne la place des femmes dans un milieu historiquement dominé par les hommes.
En 2024, Charline a été invitée à participer à une table ronde organisée par l’Union Européenne, à l'occasion de la Journée internationale des droits des femmes, pour discuter des femmes dans le sport et de leur lutte pour l'égalité des droits. Elle a partagé son expérience et ses réflexions en tant qu'athlète, aux côtés d'autres figures importantes comme Pia Sundhage et Katarzyna Zillmann. Cette invitation témoigne de son influence grandissante en tant qu'actrice du changement dans le milieu sportif.

### Engagement pour la planète et la biodiversité
Charline Van Snick est également une fervente défenseure de l’environnement et de la biodiversité. Végétarienne depuis plusieurs années, elle s’engage activement pour la protection de la planète en réduisant son empreinte écologique. Son engagement va au-delà de son alimentation, puisqu’elle soutient de nombreuses initiatives liées à la conservation de la nature. En tant qu'ambassadrice pour l'Institut Jane Goodall, elle participe activement à des actions de sensibilisation pour la préservation de la biodiversité et la lutte contre les menaces pesant sur les espèces animales et leur habitat. Charline utilise sa notoriété pour encourager les individus à adopter des comportements responsables et à prendre conscience de l'importance de préserver notre planète pour les générations futures.

## Distinctions personnelles et honneurs
- Mérite sportif de la Communauté française, catégorie Meilleur espoir féminin en 2008.
- Mérite sportif féminin de la Communauté française de Belgique en 2009, 2011, 2012 et 2015.
- Chevalière du Mérite wallon (Ch.M.W.) en 2012.
- Citoyenne d'honneur de Liège (2013)[15]